# إعصار كيريل
إعصار كيريل كان منخفض جوي تطور إلى عاصفة رياح أوروبية عنيفة بشكل غير عادي، مكونًا إعصارًا خارج مداري. تشكل إعصار كيريل فوق جزيرة نيوفاوندلاند في 15 يناير (كانون الثاني) 2007، ثُم انتقل عبر المحيط الأطلسي ليصل إلى أيرلندا وبريطانيا العظمى بحلول مساء 17 يناير (كانون الثاني) 2007، ثم عبرت العاصفة بحر الشمال خلال يومي 17 و18 يناير (كانون الثاني) 2007، ووصلت إلى السواحل الألمانية والهولندية بعد ظهر يوم 18 يناير (كانون الثاني) 2007، قبل أن تتحرك شرقًا نحو بولندا وبحر البلطيق في ليلة 18-19 يناير (كانون الثاني) 2007، ثم إلى شمال روسيا.
تسبب إعصار كيريل في أضرار واسعة النطاق في جميع أنحاء أوروبا الغربية، وخاصة في المملكة المتحدة وألمانيا. وقد أبلغ عن وقوع 47 حالة وفاة بسبب الإعصار، بالإضافة إلى وقوع اضطرابات واسعة النطاق في وسائل النقل العام، وانقطاع التيار الكهربائي عن أكثر من مائة ألف منزل، وحدوث أضرار جسيمة في المباني العامة والخاصة، وحدوث أضرار جسيمة في الغابات بسبب الرياح العاتية. وبالتزامن مع إعصار كيريل، أبلغ أيضًا عن 20 إعصارًا، كان أقواها إعصاران من الفئة الثالثة ضربا مدينتي لاوخهامر وويتنبرغ في شرق ألمانيا في 18 يناير (كانون الثاني) 2007.
أطلق معهد الأرصاد الجوية التابع لجامعة برلين الحرة على العاصفة اسم «كيريل» في 17 يناير (كانون الثاني) 2007، تيمنًا برجل بلغاري كان يعيش بالقرب من العاصمة الألمانية برلين، بعد أن تبرعت عائلته لبرنامج «تبنّى دوامة» التابع للجامعة.